# Gerti Schanderl
Gerti Schanderl (* 12. Oktober 1956 in München) ist eine ehemalige deutsche Eiskunstläuferin. Sie war 1974 Vierte bei der Weltmeisterschaft in ihrer Heimatstadt.

## Sportliche Karriere
Gerti Schanderl war Tochter eines Schlossers bei der Bundesbahn und einer Fließbandschneiderin. Sie startete für den EC München, ihre Trainerin war Rosemarie Brüning. 1972 gewann sie ihren ersten deutschen Meistertitel, an den Olympischen Spielen in Sapporo nahm aber Isabel de Navarre teil. Auch 1973 und 1974 gewann Schanderl den Meistertitel vor de Navarre und war auch bei den Europameisterschaften jeweils bestplatzierte Läuferin aus der Bundesrepublik Deutschland. Nachdem sie bereits 1973 EM-Fünfte gewesen war, verbesserte sie sich 1974 um einen Platz auf den vierten Rang. Der vierte Platz bei der Weltmeisterschaft vor heimischem Publikum war dann der größte Erfolg der Läuferin. 1975 unterlag Schanderl erstmals bei der Deutschen Meisterschaft gegen Isabel de Navarre, die als WM-Sechste auch international vor Schanderl lag. 1976 konnte Schanderl zwar bei der Deutschen Meisterschaft gewinnen, aber bei der Europameisterschaft in Genf platzierte sich Isabel de Navarre als Vierte deutlich vor Gerti Schanderl, die nur den neunten Rang erreichte. Daraufhin durfte de Navarre an den Olympischen Spielen in Innsbruck teilnehmen, während Schanderl in ihrer Enttäuschung öffentlich erwog, zum Eisschnelllauf zu wechseln. Das tat sie nicht, aber sie wechselte von ihrer langjährigen Trainerin Rosemarie Brüning zu Manfred Schnelldorfer. Da Schanderl allerdings unter verschiedenen Verletzungen litt und mehrfach operiert werden musste, konnte sie nur drei Monate das volle Trainingsprogramm absolvieren. Nachdem sie bei der Deutschen Meisterschaft 1977 gegen Dagmar Lurz unterlag, beendete Schanderl ihre Amateurkarriere und versuchte sich ab 1978 für eine Weile bei den Profis. Heute arbeitet sie als Trainerin und betreibt die EissportWelt in München.

## Erfolge/Ergebnisse

### Weltmeisterschaften
- 1972 – 13. Rang – Calgary
- 1973 – 13. Rang – Pressburg
- 1974 – 4. Rang – München
- 1975 – 14. Rang – Colorado Springs

### Europameisterschaften
- 1972 – 13. Rang – Göteborg
- 1973 – 5. Rang – Köln
- 1974 – 4. Rang – Zagreb
- 1975 – 11. Rang – Kopenhagen
- 1976 – 9. Rang – Genf

### Deutsche Meisterschaften
- 1972 – 1. Rang
- 1973 – 1. Rang
- 1974 – 1. Rang
- 1975 – 2. Rang
- 1976 – 1. Rang
- 1977 – 2. Rang